# BA CityFlyer

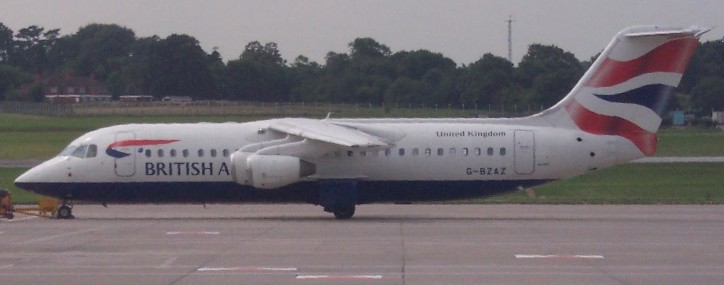

BA CityFlyer – brytyjskie linie lotnicze z siedzibą w Manchesterze. Jest częścią British Airways. Obsługują połączenia do krajów Europy Zachodniej. Głównym hubem jest port lotniczy Londyn-City.